# Corybas fenestratus
Corybas fenestratus är en orkidéart som beskrevs av Pieter van Royen. Corybas fenestratus ingår i släktet Corybas, och familjen orkidéer. Inga underarter finns listade i Catalogue of Life.